# رباط قلی
رباط قِلّی مربوط به دوره تیموریان - دوره صفوی است و در شهرستان جاجرم، بخش جلگه سنخواست، بین روستاهای قلی و گازان واقع شده و این اثر در تاریخ ۲۵ آذر ۱۳۷۵ با شمارهٔ ثبت ۱۸۰۶ به‌عنوان یکی از آثار ملی ایران به ثبت رسیده‌است.
رباط قلی در مسیر تاریخی جاده ابریشم قرار داشته و یکی از کاروانسراهای مورد استفاده زائران حرم رضوی برای استراحت بین راهی بوده‌است.
ناصرالدین شاه قاجار در دومین سفر خود به شهر مشهد، در این کاروانسرا اقامت داشته‌است.

## ثبت در فهرست میراث جهانی
در ۲۶ شهریور ۱۴۰۲ در جریان چهل و پنجمین اجلاس کمیته میراث جهانی یونسکو در ریاض، کاروانسرای رباط قلی به‌همراه ۵۳ کاروانسرای تاریخی دیگر (جمعاً ۵۴ کاروانسرا در ۲۴ استان ایران) تحت عنوان کاروانسراهای ایرانی در فهرست میراث جهانی قرار گرفتند. این مجموعه جهانی به عنوان بیستمین و هفتمین اثر جهانی کشور ایران شناخته می‌شود.